# Jung & Schön

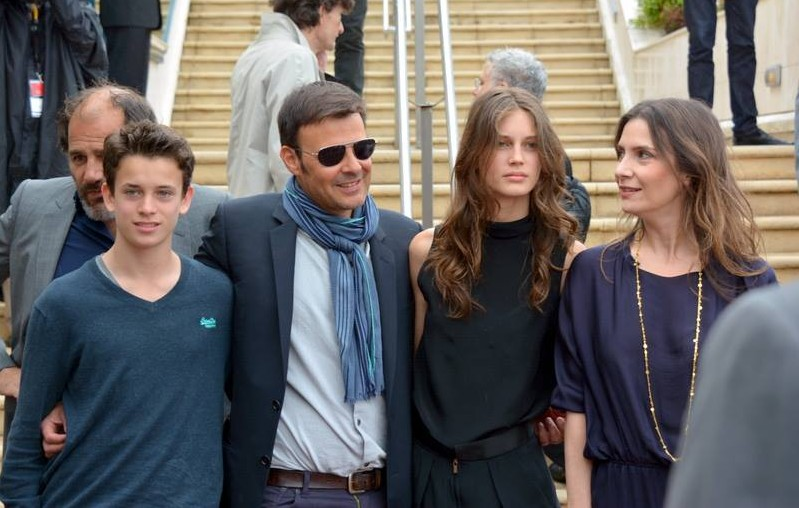
Das Filmteam in Cannes 2013: Frédéric Pierrot, Fantin Ravat, François Ozon, Marine Vacth, Géraldine Pailhas (v. l. n. r.)

Jung & Schön (Originaltitel: Jeune & Jolie) ist ein französisches Coming-of-Age-Filmdrama des Regisseurs François Ozon aus dem Jahr 2013.
Marine Vacth spielt in der Hauptrolle eine siebzehnjährige Schülerin, die nach einer enttäuschenden sexuellen Erfahrung in den Sommerferien beginnt, sich zu prostituieren. Der Film war bei den Filmfestspielen von Cannes 2013 für die Goldene Palme nominiert.

## Handlung
Der Film ist in vier Kapitel unterteilt, welche den vier Jahreszeiten entsprechen und stilistisch die Stimmung im Film reflektieren. In jedem Kapitel wird – meist zum Ende – ein Lied von Françoise Hardy gesungen.

### Sommer
Isabelle verbringt die Sommerferien, während derer sie auch ihren 17. Geburtstag feiert, mit ihrer Familie am Meer. Dort lernt sie den Deutschen Felix kennen und hat mit ihm zum ersten Mal Sex. Dabei dissoziiert sie und erleidet ein Trauma.

### Herbst
Wieder zurück in Paris, beginnt Isabelle, sich für Geld mit Männern zu treffen. Wie sich später im Polizeiverhör herausstellt, wurden sie und ihre Freundin Claire nach der Schule von einem Mann angesprochen, der ihnen Geld für Sex bot. Isabelle verschweigt Claire, dass sie sich die von dem Mann genannte Telefonnummer heimlich gemerkt und ihn eine Woche später angerufen hatte. Zudem sah sie – wie man ebenfalls später erfährt – zu diesem Zeitpunkt einen Bericht im Fernsehen, in dem es um junge Studentinnen ging, die sich prostituieren, um über die Runden zu kommen. Sie legt sich ein zweites Handy zu und bietet fortan ihre sexuellen Dienste mit freizügigen Fotos im Internet an. Gleichzeitig sieht sie sich häufig Pornos an. Sie trifft sich, um es vor ihrer Familie zu verheimlichen, ausschließlich an Wochentagen nach der Schule mit Männern, oft in Hotels, und hat Sex mit ihnen. Dabei verlangt sie ein Honorar von 300 Euro, später erhält sie auch mehr. Einer ihrer Freier ist Georges, ein älterer Mann. Ihn sieht Isabelle nach dem ersten Treffen eines Tages in Begleitung einer jungen Frau, seiner Tochter, durch Zufall im Theater wieder, welches sie mit ihren Eltern besucht. Kurz nach der flüchtigen Begegnung meldet sich Georges per SMS mit der Bitte um ein weiteres Rendezvous, und fortan treffen sich die beiden regelmäßig. Beim Sex mit Isabelle im Hotelzimmer erleidet Georges vermutlich einen Herzinfarkt und stirbt. Ihre Wiederbelebungsversuche bleiben erfolglos, woraufhin sie in Panik flieht.

### Winter
Die Polizei meldet sich bei Isabelles Mutter, weil sie bei den Untersuchungen zum Tod Georges’ auf die Prostitution Isabelles aufmerksam geworden ist. Mit den Tatsachen konfrontiert, versucht Isabelles Mutter vergeblich zu verstehen, wie es so weit kommen konnte, und macht sich und ihrer Tochter Vorwürfe. Isabelle beginnt, zunächst widerstrebend, eine Gesprächstherapie bei einem Psychologen. Das Verhältnis zwischen Isabelle und den Menschen, die von ihrer Prostitution wissen – ihrer Mutter und ihrem Stiefvater, ihrem Bruder, aber auch einem befreundeten Paar – verändert sich. Isabelle wird misstrauisch beäugt. Insbesondere zu ihrer Mutter ist das Verhältnis schwierig. Isabelle konfrontiert ihre Mutter damit, dass Letztere offensichtlich eine Affäre mit dem Mann des befreundeten Paares hat, was sie aus Beobachtungen im Theater schließen konnte, und macht ihr damit deutlich, dass sie ihr ebenfalls nicht vertraut. In einer späteren Sitzung mit dem Psychologen berichtet Isabelle, wie sehr es sie angeregt habe, sich zu prostituieren. Zwar habe sie beim Sex nichts verspürt, jeweils einige Stunden danach habe sie es aber erneut tun wollen. Zu Georges’ Tod befragt, äußert Isabelle Schuldgefühle. Nach Georges’ Tod, mit dem es anders als mit anderen Freiern gewesen sei, habe sie die Prostitution aufgegeben. Isabelle versucht, sich in den Kreis ihrer Mitschüler zu integrieren, und besucht eine Party, auf der sie ihrem Mitschüler Alex näherkommt und sich schließlich nach kurzem Zögern von ihm küssen lässt.

### Frühling
Isabelles Eltern akzeptieren Alex als neuen Freund ihrer Tochter. Jedoch macht Isabelle mit Alex Schluss, weil sie, wie sie ihm sagt, nicht in ihn verliebt ist. Sie legt die zweite SIM-Karte wieder in ihr Handy und erhält sofort zahlreiche bislang nicht empfangene SMS. Wieder verabredet sie sich in der Hotellobby des Hotels, in dem sie sich immer mit Georges getroffen hat. Statt eines Mannes erscheint aber eine ältere Dame, die sich als Georges’ Witwe vorstellt. Sie hat per SMS Kontakt zu Isabelle aufgenommen und möchte mit ihr über Georges’ Tod reden und den Ort sehen, an dem ihr Mann verstorben ist. Beide betreten das Hotelzimmer. Georges’ Witwe macht Isabelle keine Vorwürfe, sondern gesteht, dass sie selbst mit dem Gedanken gespielt habe, für Geld mit Männern zu schlafen, aber nicht den Mut dazu hatte. Sie bittet Isabelle, sich mit ihr hinzulegen. Isabelle, die ebenfalls das Hotelzimmer wieder besuchen wollte, bedankt sich dafür und schläft ein. Als sie wieder aufwacht, ist Georges’ Witwe gegangen und sie ist allein.

## Kritik
„Es gibt eine inszenatorische Zärtlichkeit, eine visuelle Intelligenz in diesem Film, die man nicht beschreiben kann; man muss sie sehen. Nicht, dass Ozon nicht auch das alte Kinospiel spielte, das darin besteht, mit schönen Frauen schöne Dinge zu tun. Aber er zeigt, wie Isabelle in dieser Partie allmählich die Oberhand gewinnt. Sie entzieht sich unseren Phantasien und denen des Kinos.“

„Ozon betont, dass aus seinem Film keine Moral zu ziehen sei. Er verurteilt den jungen Menschen, den er zeigt, nicht für das, was er da tut. Eine Lehre gibt er dem Zuschauer dennoch mit: Das Schwierigste im Umgang von Erwachsenen mit Jugendlichen ist wohl, zu akzeptieren, dass man den anderen nicht versteht.“

„Einige Szenen erinnern an Pornos - schlicht und einfach deshalb, weil Männer eben häufig beim Akt das kopieren, was sie in Pornos gesehen haben. Der Blick von Ozon aber bleibt unpornografisch. Er soll nicht stimulieren.
‚Jung & schön‘ handelt von einer jungen Frau, die für Geld die Phantasien von Männern nachstellt. Wer darin eine Idealisierung der Prostitution sieht, sollte noch mal sein Verständnis von Sexualität überdenken.“

„François Ozon ist es wieder gelungen, einen französischen Film zu schaffen, der auch dem Mainstream-Publikum goutieren kann [sic!]. Er gibt weder einen echten Grund für die Entscheidung zur Prostitution vor, noch zwingt er dem Film ein rundes Ende auf. Der Zuschauer muss bzw. darf selbst deuten, warum es so ist, wie es eben ist. Freunde des in sich geschlossenen Films werden daher ihre Probleme mit „Jung & Schön“ haben. Insgesamt ist ein gelungener Film entstanden, der zeigt, dass französischer Film längst nicht mehr so kompliziert sein muss wie einst. Einzig und allein die folgende Frage bleibt für den deutschen männlichen Zuschauer quälend im Raum stehen: Ist der Deutsche schuld daran, dass sie sich letztlich für die Prostitution entschieden hat?“

„Ganz am Anfang von Jung & schön steht ein altmodischer voyeuristischer Blick durch ein Fernglas auf das schöne, sich zögerlich entblößende Mädchen. Ozon nimmt diesem Blick jedwedes Schuldgefühl, ohne es jemand anderem aufzubürden. Er behält diese Position bei, auch wenn die Blicke penetranter, die Entblößungen entschlossener werden. Er hat einen Film gedreht, der niemanden zufriedenstellen dürfte, und das ist eine ziemlich gute Sache, auch wenn er scheitert.“

„Mit wie viel Empathie und Liebe François Ozon seine überragende Hauptdarstellerin Marine Vacth als Isabelle filmt, gehört zu den schönsten Kinomomenten des Jahres. ‚Jung und [sic!] schön‘ ist ein verwirrender, rätselhafter, aber auch sehr sinnlicher Film. Einfach wunderbares Kino und ein sehr guter Ozon!“

„Ozon erklärt […], dass es ihm einfach um Selbstfindung ging. Um die gefährliche Zeit des Erwachsenwerdens, wenn niemand einen Grund braucht, verzweifelt zu sein. Prostitution, sagt er, sei da einfach eine Form der Selbstverletzung, wie Hungern, wie Drogen, wie das Aufritzen der Haut. […] Alle Wege stehen ihr offen, zurück in die Gesellschaft und in die Bürgerlichkeit – noch ist nichts Irreversibles passiert. Aber alle Wege, die da offenstehen, sind auch vorgezeichnet. Und eines ist mal sicher: In die Freiheit führen sie nicht.“

## Sonstiges
Ozon nannte die Filme La Boum von Claude Pinoteau und À nos amours von Maurice Pialat als Bezugspunkte. Er widersprach der Interpretation, Isabelle habe sich aus Vergnügen oder um des schnellen Geldes willen prostituiert. Sie habe vielmehr so gehandelt, um sich selbst zu finden.
Die Handlung des Films hat Parallelen zum Film Belle de Jour – Schöne des Tages (1967).